# Naturschutzgebiet Bilstein (Ennepetal)
Das Naturschutzgebiet Bilstein (Ennepetal) liegt auf dem Gebiet der Stadt Ennepetal im Ennepe-Ruhr-Kreis in Nordrhein-Westfalen.
Das Gebiet erstreckt sich östlich der Kernstadt von Ennepetal und westlich von Hasenohl. Am nordwestlichen Rand des Gebietes verläuft die Landesstraße L 699 und fließt die Ennepe, östlich verläuft die L 701.

## Beschreibung
Das etwa 36,77 ha große Gebiet wurde im Jahr 1999 unter der Schlüsselnummer EN-027 unter Naturschutz gestellt.
Das Fachinformationssystem des Landesamtes für Natur, Umwelt und Verbraucherschutz in NRW beschreibt das Gebiet wie folgt:

„Östlich eines Bogens der Ennepe steigt das Gelände sehr steil zum Hohenstein an, sodass sich hier Silikatfelsen aus dem Hang erheben. Hier finden sich natürliche und sekundäre Silikatfelsen. Auf dem Hohenstein stocken hauptsächlich Laubwälder in Form von Birken-Eichenmischwäldern aber Buchen-Eichenmischwäldern. Wenige Bereiche sind von Fichtenforsten bewachsen. Nach Süden hin fällt die Steigung zu einem Bach ab, der der Ennepe zu fließt. Entlang des Baches finden sich extensive Weiden und Wiesen, manche von feucht-nassem Charakter.
 Wertigkeit: Die großflächigen Laubwaldbestände des Gebietes verfügen über eine typische Artenausstattung und verleihen dem Gebiet somit hevorragende, regional Bedeutung. Als primärer Standort eines Wacholders stellen die beeindruckenden Silikatfelsen eine regional Besonderheit dar. Das Bachtal südlich des Hohensteins bereichert durch seine Feuchtwiesenbereiche die Struktur des Gebietes und hebt, genau wie mehrere Quellbereiche in den Wäldern, seinen Schutzwert.“

## Schutzziele
Schutzziele sind
- der Erhalt und die Förderung der naturnahen Laubwälder mit offenen Felsen und

- Erhalt des artenreichen Feuchtgrünlandes im Bachuferbereich,

- Erhalt und Förderung des Gebietes als Vernetzungsbiotop mit regionaler Bedeutung für den Biotopverbund sowie als Lebensraum für gefährdete Pflanzen- und Tierarten.[3]

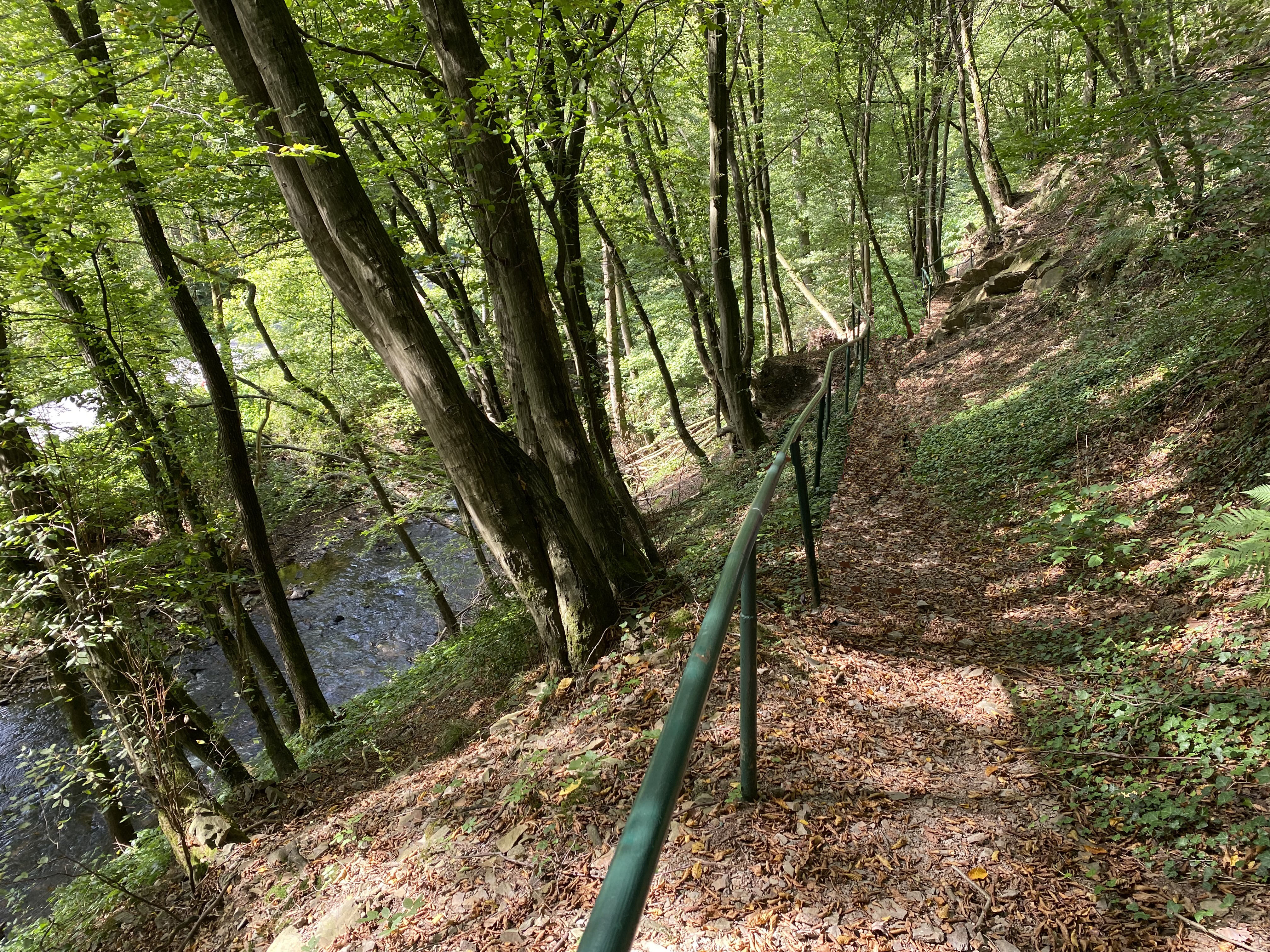
Wanderweg am Fuß des Steilhanges oberhalb der Ennepe
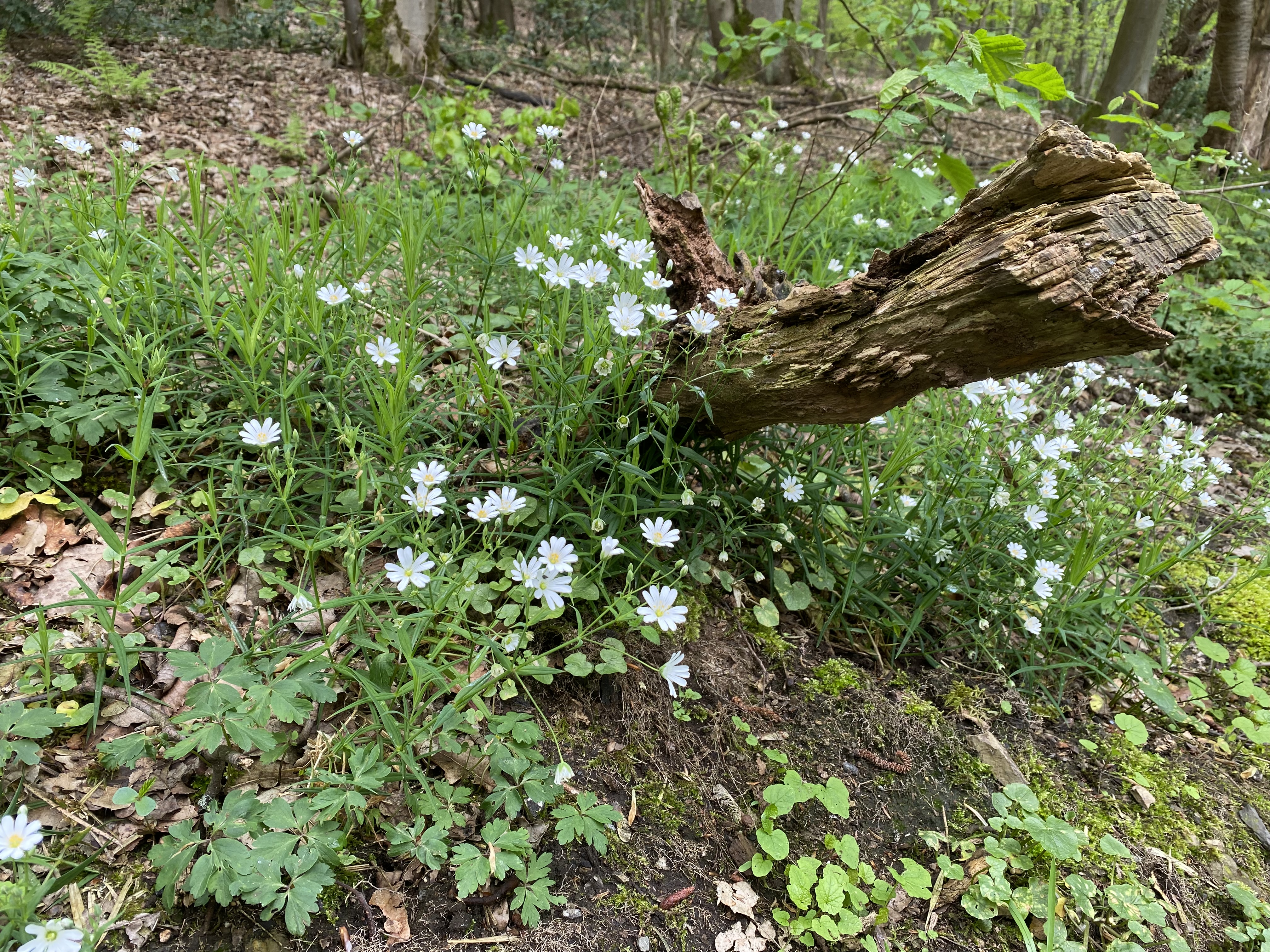
Große Sternmiere (Stellaria holostea)
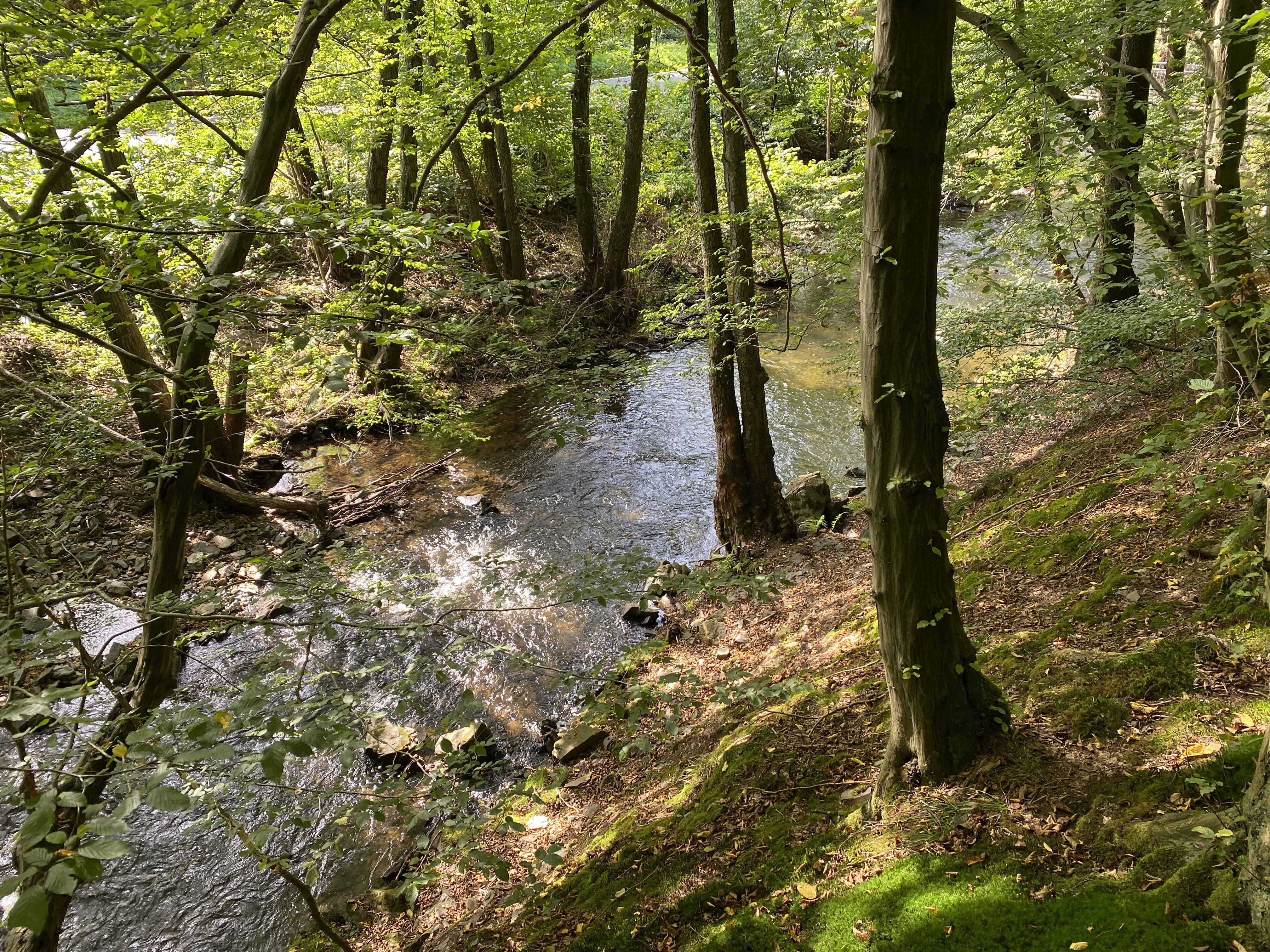
Ennepe am Fuß des Hohensteins
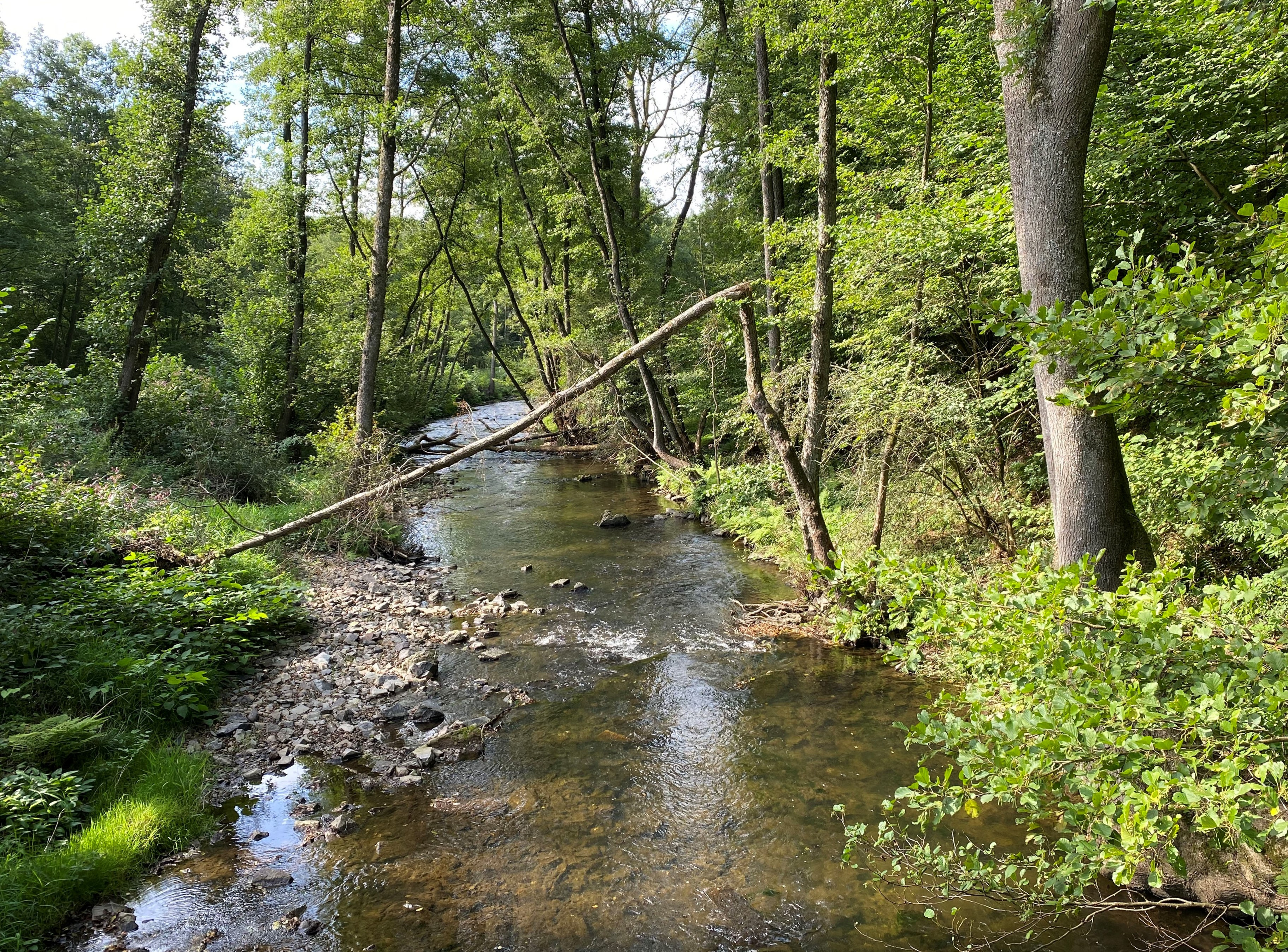
Ennepe
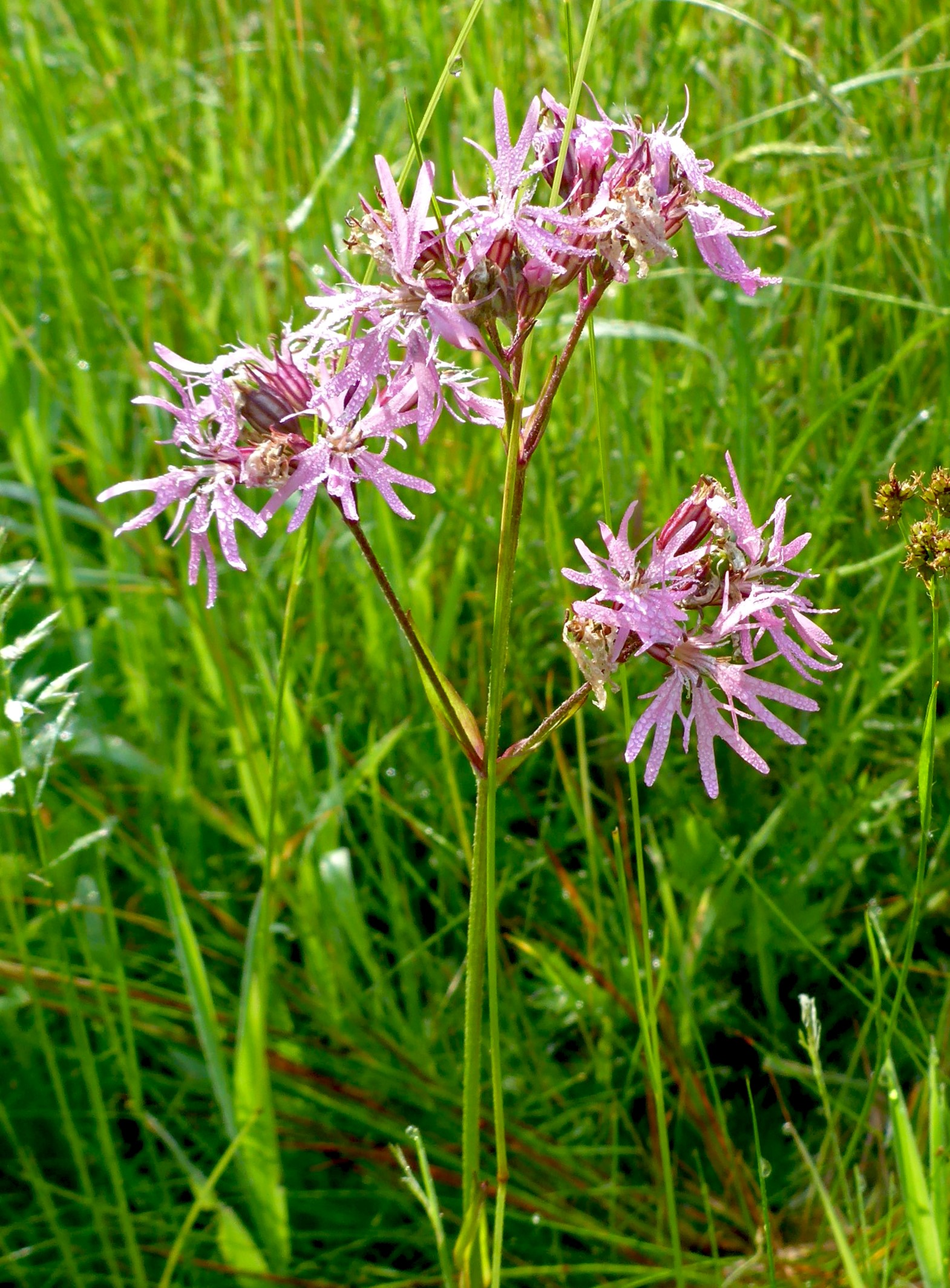
Kuckucks-Lichtnelke – heimisch in magerer, feuchter Wiese
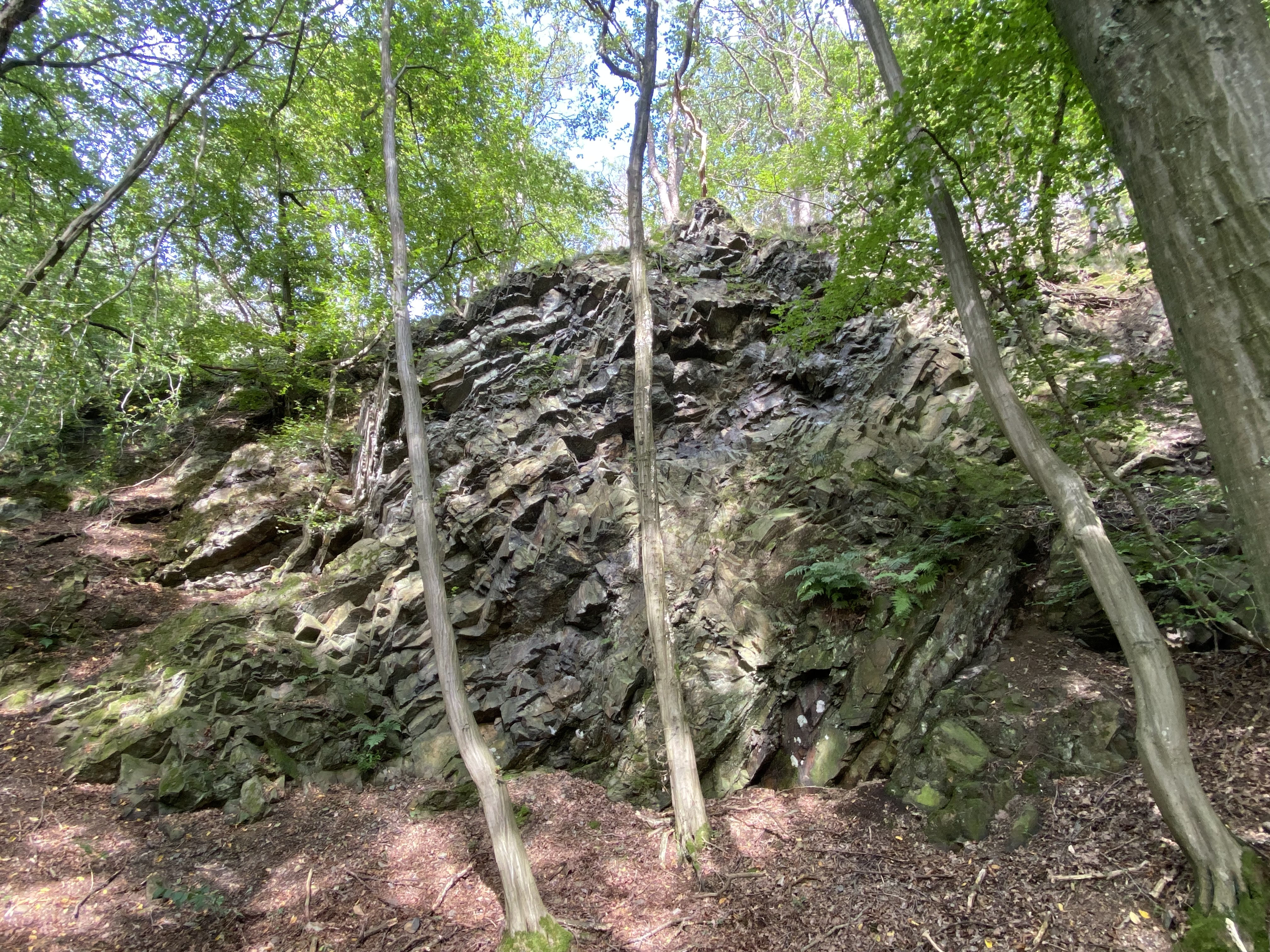
Markante Silikatfelsen
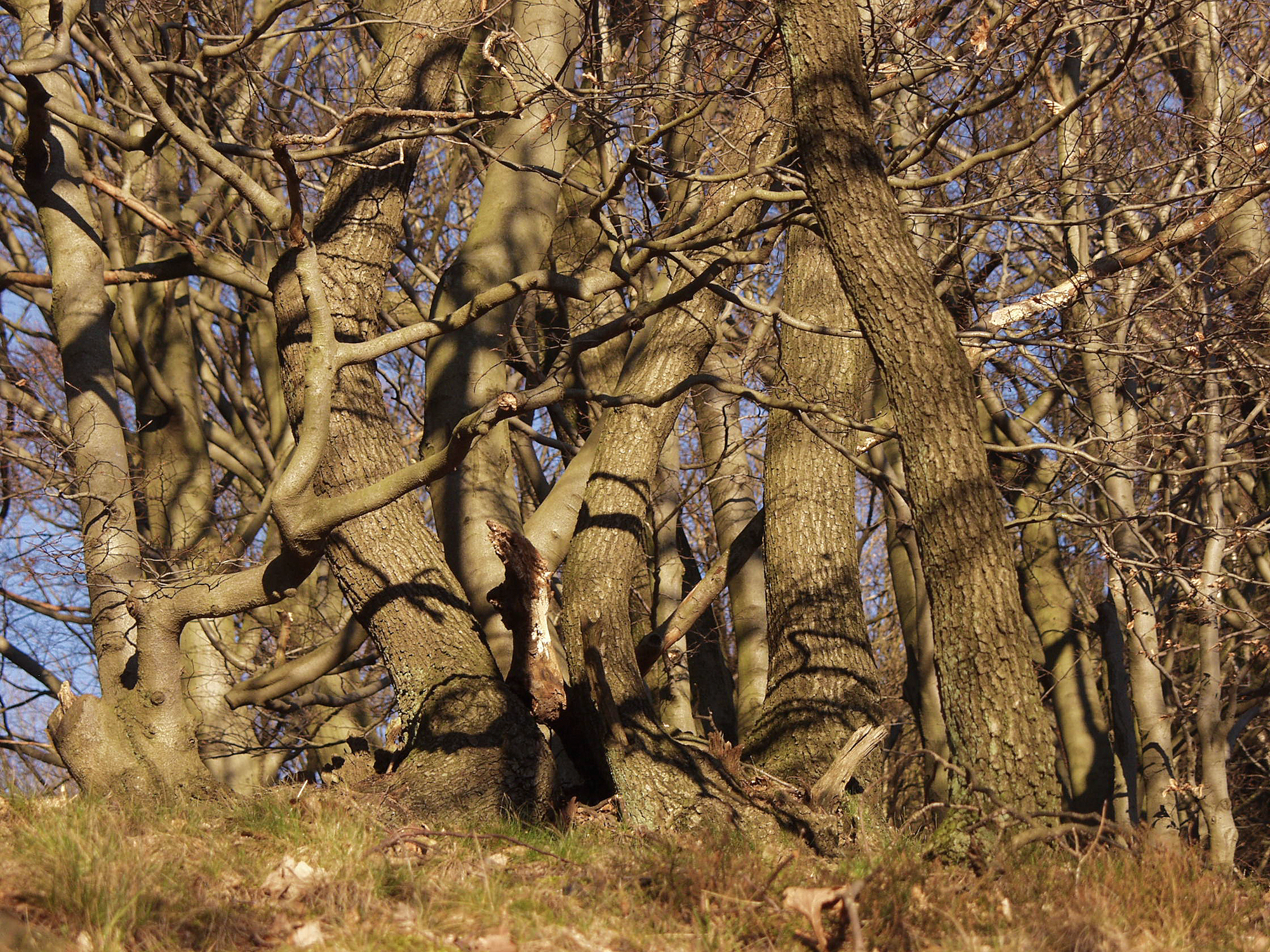
Buchen und Eichen eng verschränkt, ein Relikt ehemaliger Niederwaldnutzung